# ロゼート・ヴァルフォルトーレ
ロゼート・ヴァルフォルトーレ（イタリア語: Roseto Valfortore）は、イタリア共和国プッリャ州フォッジャ県にある、人口約1,100人の基礎自治体（コムーネ）。

## 地理

### 位置・広がり

#### 隣接コムーネ
隣接するコムーネは以下の通り。括弧内のBNはベネヴェント県所属を示す。
- アルベローナ
- ビッカリ
- カステルフランコ・イン・ミスカーノ (BN)
- ファエート
- フォイアーノ・ディ・ヴァル・フォルトーレ (BN)
- モンテファルコーネ・ディ・ヴァル・フォルトーレ (BN)
- サン・バルトロメーオ・イン・ガルド (BN)

## 文化・観光
「イタリアの最も美しい村」クラブ加盟コムーネである。